# Willy Westra van Holthe

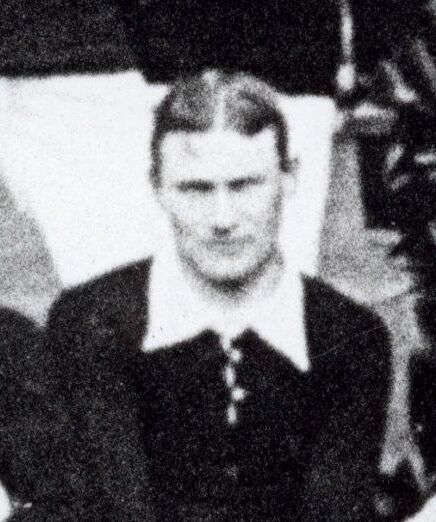
Westra (1913)

Willem Rudolf „Willy“ Westra van Holthe (* 9. März 1888 in Assen; † 18. Mai 1965, ebenda) war ein niederländischer Fußballspieler. Er bestritt 1913 und 1914 vier Länderspiele für die niederländische Fußballnationalmannschaft.

## Karriere
Westra van Holthe spielte als Rechtsaußen für den Asser Club Achilles 1894. Anlässlich eines Aufenthalts in Deutschland spielte er eine Zeitlang auch beim VfL Köln 1899. Während der Mobilmachung im Ersten Weltkrieg war er als Reserveoffizier zudem für den Apeldoorner Club Robur et Velocitas aktiv.
Er debütierte am 24. März 1913 in der Nationalmannschaft. In diesem Spiel gab es auf dem Gelände von HBS Craeyenhout im Haager Stadtteil Houtrust mit 2:1 den ersten Sieg im siebten Match gegen die englische Amateurauswahl. Westra van Holthe stand auch in den folgenden drei Länderspielen der NVB-Elf auf dem Platz; bei seinem letzten Einsatz, gegen Belgien in Antwerpen, erzielte er am 15. März 1914 beim 4:2-Sieg der Niederländer mit dem Treffer zum 2:1 sein einziges Tor in Oranje.
Neben dem Fußball war Westra van Holthe auch als Tennis- und Hockeyspieler und Leichtathlet erfolgreich. 1919 erkrankte er an der Spanischen Grippe, wodurch seine sportliche Laufbahn endete. Die Familie Westra van Holthes war seit mehreren Generationen im Holzhandel in Drenthe tätig. Willy Westra van Holthe folgte dieser Tradition und war in leitender Position bei einem Assener holzwirtschaftlichen Unternehmen tätig.